# رودخانه درنیتسا
رودخانه درنیتسا (به انگلیسی: Drenica (river)) رودخانه‌ای است که در کوزوو جریان دارد.